# Dominic Kimengich
Dominic Kimengich (ur. 23 kwietnia 1961 w Kituro) – kenijski duchowny rzymskokatolicki, od 2020 biskup Eldoret.

## Życiorys
Święcenia kapłańskie przyjął 14 września 1986 i został inkardynowany do diecezji Nakuru. Był m.in. rektorem niższego seminarium w Molo, wikariuszem generalnym diecezji, rektorem seminarium w Tindinyo oraz członkiem kilku komisji w kenijskiej Konferencji Episkppatu.
27 marca 2010 papież Benedykt XVI mianował go biskupem pomocniczym diecezji Lodwar oraz biskupem tytularnym Tanaramusy. Sakry biskupiej udzielił mu 22 maja 2010 kardynał John Njue.
5 marca 2011 otrzymał nominację na ordynariusza diecezji Lodwar.
16 listopada 2019 papież Franciszek mianował go biskupem diecezji Eldoret. Ingres odbył się 1 lutego 2020.